# 米高·禾姆
米高·禾姆（荷蘭語：Michel Vorm，1983年10月20日—），是一名已退役的荷蘭足球运动员，司职守門員，出身於荷甲球會乌德勒支並成名於英超球會史雲斯及熱刺，亦曾入選荷蘭國家隊，現臨時擔任英超球會熱刺的龍門教練。

## 生平

### 球會
禾姆於2005年加盟荷甲球會乌德勒支後隨即被借用到丹保殊一季汲取上陣經驗，期間獲派上陣35場。返回烏德勒支後禾姆取得正選席位，效力五年期間上陣超過130場。
2011年夏季禾姆登陸英格蘭，以150萬英鎊身價加盟新升英超的威爾斯球會史雲斯，簽約三年。
2014年7月，热刺官方宣布禾姆加盟球队并签约4年。

### 國家隊
禾姆是荷蘭U21於2006年在葡萄牙奪得歐洲U-21足球錦標賽冠軍的成員之一。於2008年獲徵召加入大國腳行列，直到2009年9月5日主場友誼賽3-0擊敗日本獲派首次上陣。他獲選入2010年世界盃荷蘭23人參賽大軍名單，作為史迪基倫堡的副手。

## 外部連結
- 足球数据库：米高·禾姆的球员统计数据
- Soccerway資料庫：米高·禾姆
- Profile on Tottenham Hotspur website （页面存档备份，存于）